# Glossotrophia alba
Glossotrophia alba là một loài bướm đêm trong họ Geometridae.